# Jacques Ardoino
Jacques Ardoino, né le 6 mars 1927 à Paris 14e et mort le 20 février 2015 à Paris 20e, est un pédagogue français, professeur de sciences de l'éducation à l'université Paris 8. Il est l'auteur d'ouvrages d'éducation et est l'un des premiers à théoriser le rôle d'accompagnateur professionnel.

## Biographie
Né le 6 mars 1927, il mène des études supérieures en droit, en psychologie, et en philosophie, et soutient une thèse de 3e cycle en administration des entreprises. En 1973, il soutient une thèse d'État dirigée par Gaston Mialaret, intitulée Contribution au perfectionnement continu des enseignants. Il mène une carrière universitaire qui le conduit à être professeur de sciences de l'éducation à l'université Paris 8.
Vers 1960, il devient secrétaire général de l'Association nationale pour le développement des sciences humaines appliquées. En 1961, il publie « Formation en profondeur au service du perfectionnement des cadres » , dans la revue Jeune patron, s'appuyant sur ses premiers travaux, dans les années 1950, liés à la psychométrie et à la caractérologie, et sur ses réflexions concernant la formation en entreprise. En 1968, il écrit une préface sur le management au livre de Douglas McGregor sur la théorie X et la théorie Y. 
Il apporte un regard neuf sur les relations éducatives :  percevoir les interrelations qui règnent dans un groupe de formation, déceler les leaders, les dominés, les exclus, adapter le comportement pédagogique en conséquence. Il mène également un travail conceptuel sur les notions d’altération, d’hétérogénéité, de relation, d’intervention et de projet. Il est l'un des premiers à théoriser le rôle d'accompagnateur professionnel, dès 1965, dans ses Propos actuels sur l'éducation. En 1973, il devient docteur d’Etat ès lettres et sciences humaines. En 1990,  il est le premier président de l'Association francophone internationale de recherche scientifique en éducation (AFIRSE).
Il meurt le 20 février 2015.

## Publications (sélection)
- Figures de l'autre : Imaginaires de l'altérité et de l'altération, sous la direction de Jacques Ardoino, éd. Téraèdre, 2011,
- Itinéraires de Sociologues (T IV) co-écrit avec Alain Caillé, Pascal Dibie, Arcel Fournier, éd.  L'Harmattan, 2011,
- L'éducation entre autres : les Entretiens de Pelleport , co-écrit avec Guy Berger, éd.L'Harmattan, 2009,
- Propos actuels sur l'éducation : Contribution à l'éducation des adultes, éd.  L'Harmattan, 2004[5],
- Actualité de la théorie de l'institution : Hommage à René Lourau, co-écrit avec Patrick Boumard et Jean-Claude Sallaberry, éd. L'Harmattan, 2004,
- Propos actuels sur l'éducation, Gauthier-Villars, Collection Hommes et organisations, 1965.
- Préface à  : Douglas McGregor, La Dimension humaine de l'entreprise, Gauthier-Villars, 1968, p. XI-XXXVII.
- Propos actuels sur l'éducation, Gauthier-Villars, Collection Hommes et organisations, 1965[7]